# Bairat
Bairat, l'ancienne Viratnagar, est une ville dans le nord du District de Jaipur au Rajasthan, Inde. La ville est située à 52 km au nord de Jaipur, et 66 km à l'ouest d'Alwar.

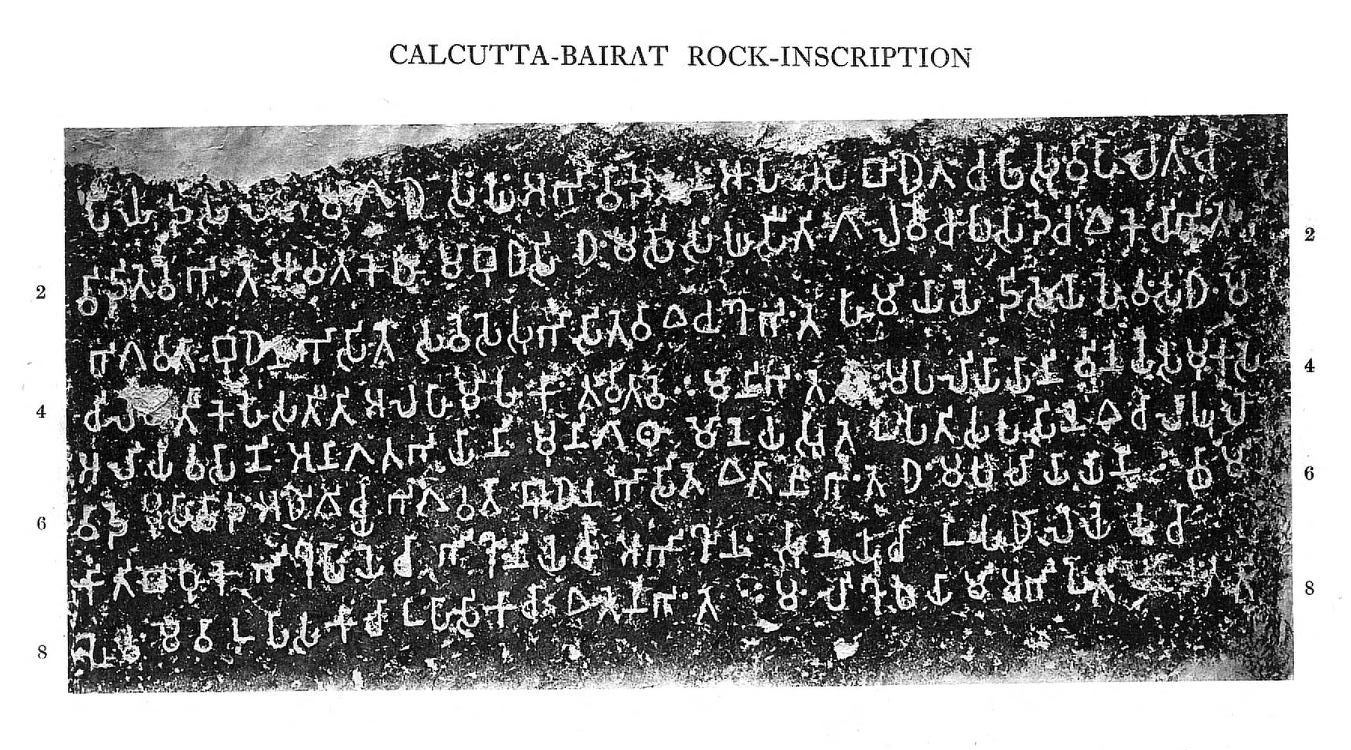
Édit mineur sur rocher de Bairat (parfois appelé Calcutta-Bairat car il se trouve maintenant au Musée indien de Calcutta).

Bairat possède un exemplaire de l'Édit mineur sur rocher d'Ashoka, datant de la 11e année de son règne (circa 260 av. J.-C.). L'édit est parfois appelé "Edit de Calcutta-Bairat" car il se trouve maintenant au Musée indien de Calcutta, ou bien "Edit de Bhabra/Bhabru" du nom d'une ville proche, pour le différencier d'une autre inscription trouvée à Bairat.
La ville a été visitée par le pèlerin chinois Xuanzang au VIIe siècle.

## Gallery

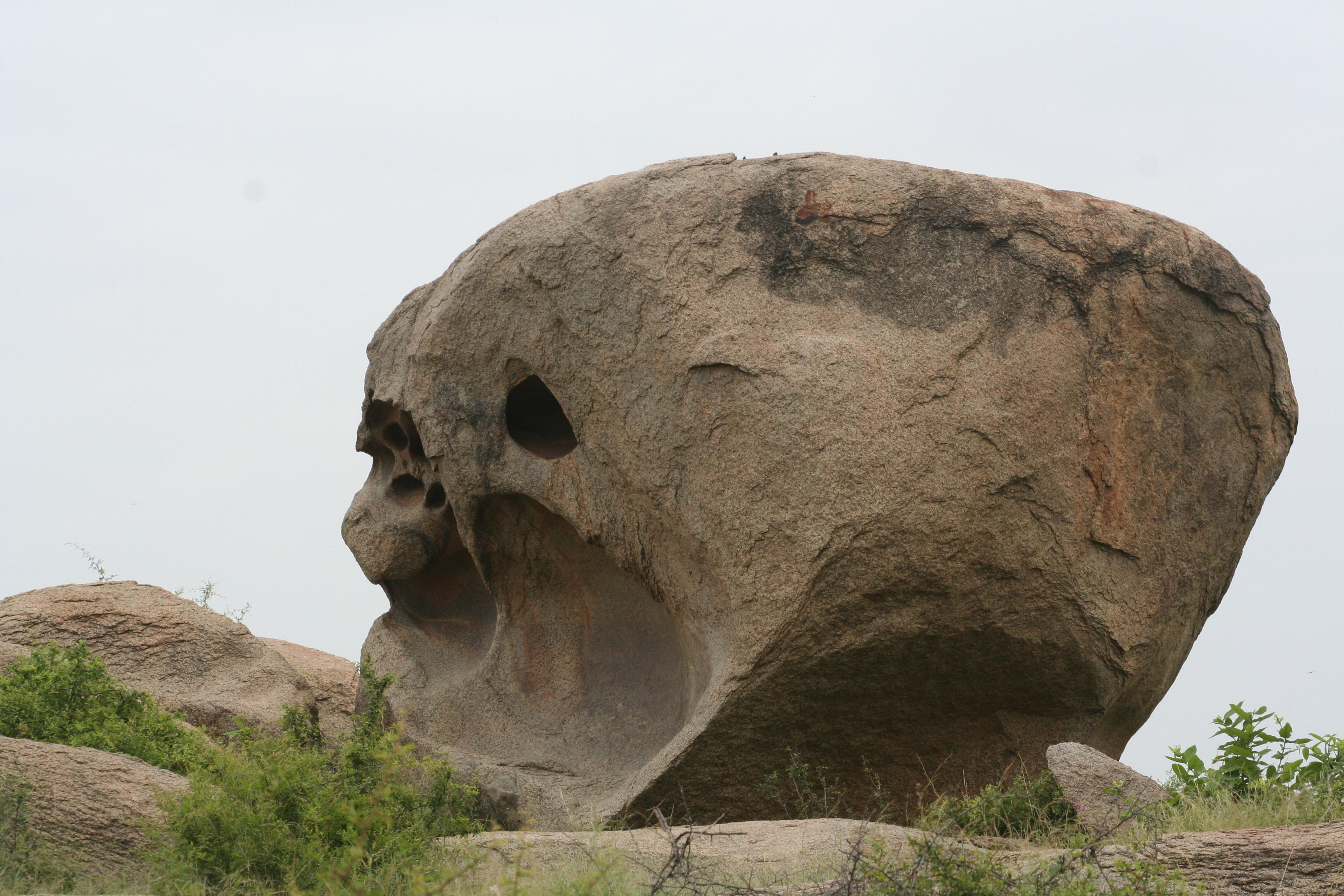
Rocher en forme de tête humaine.
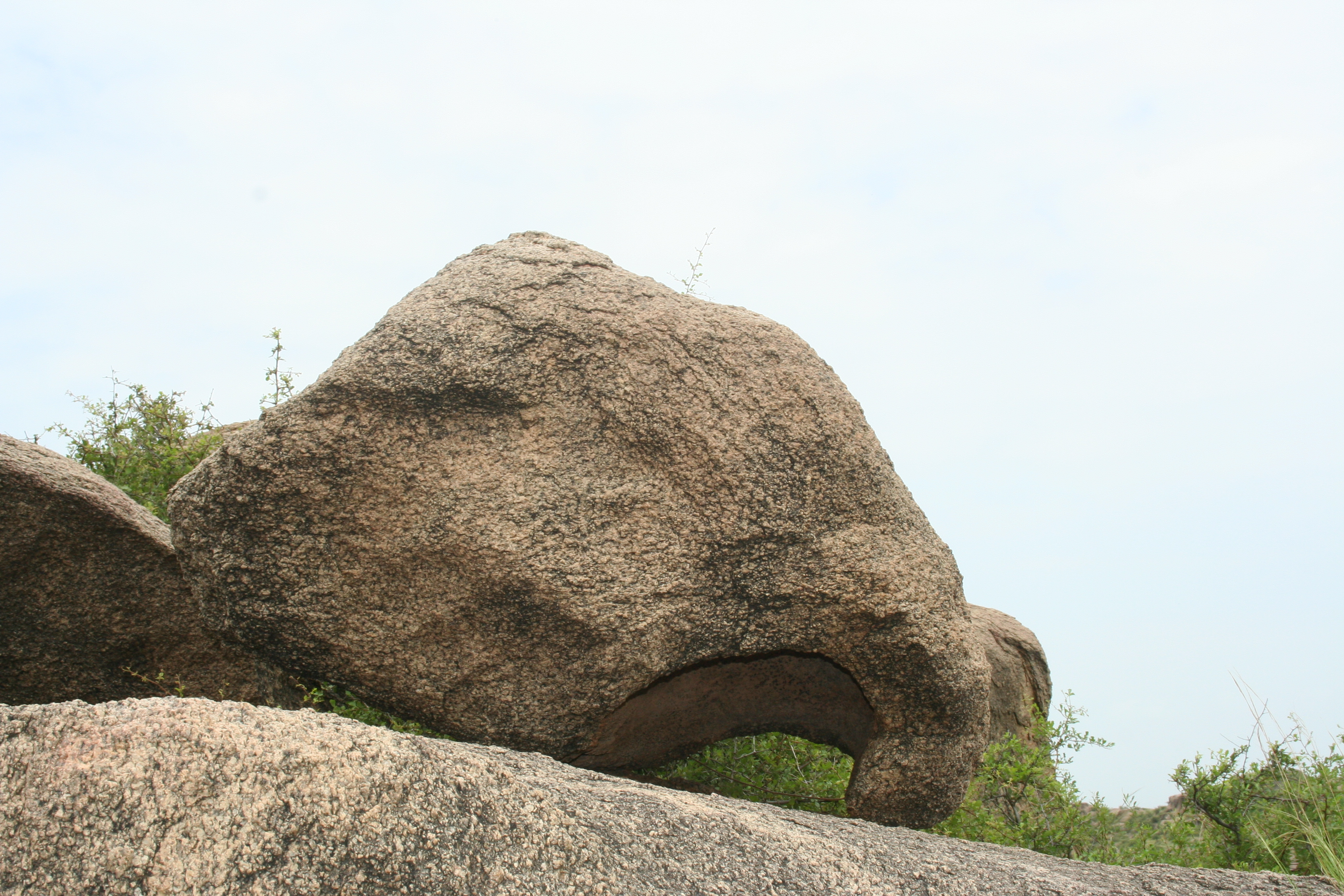
Rocher en forme de tête d'éléphant.
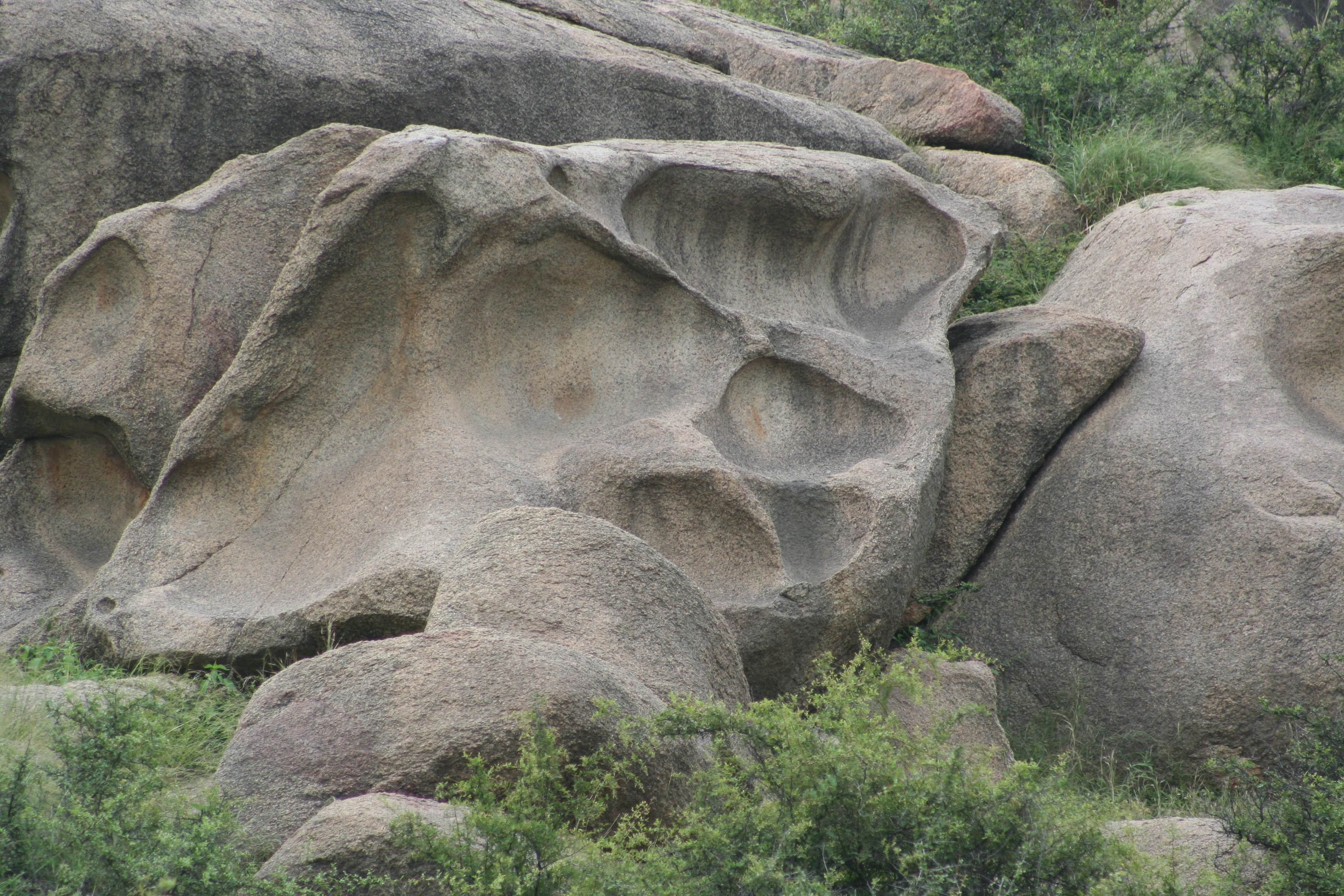
Rocher en forme de patte d'animal.
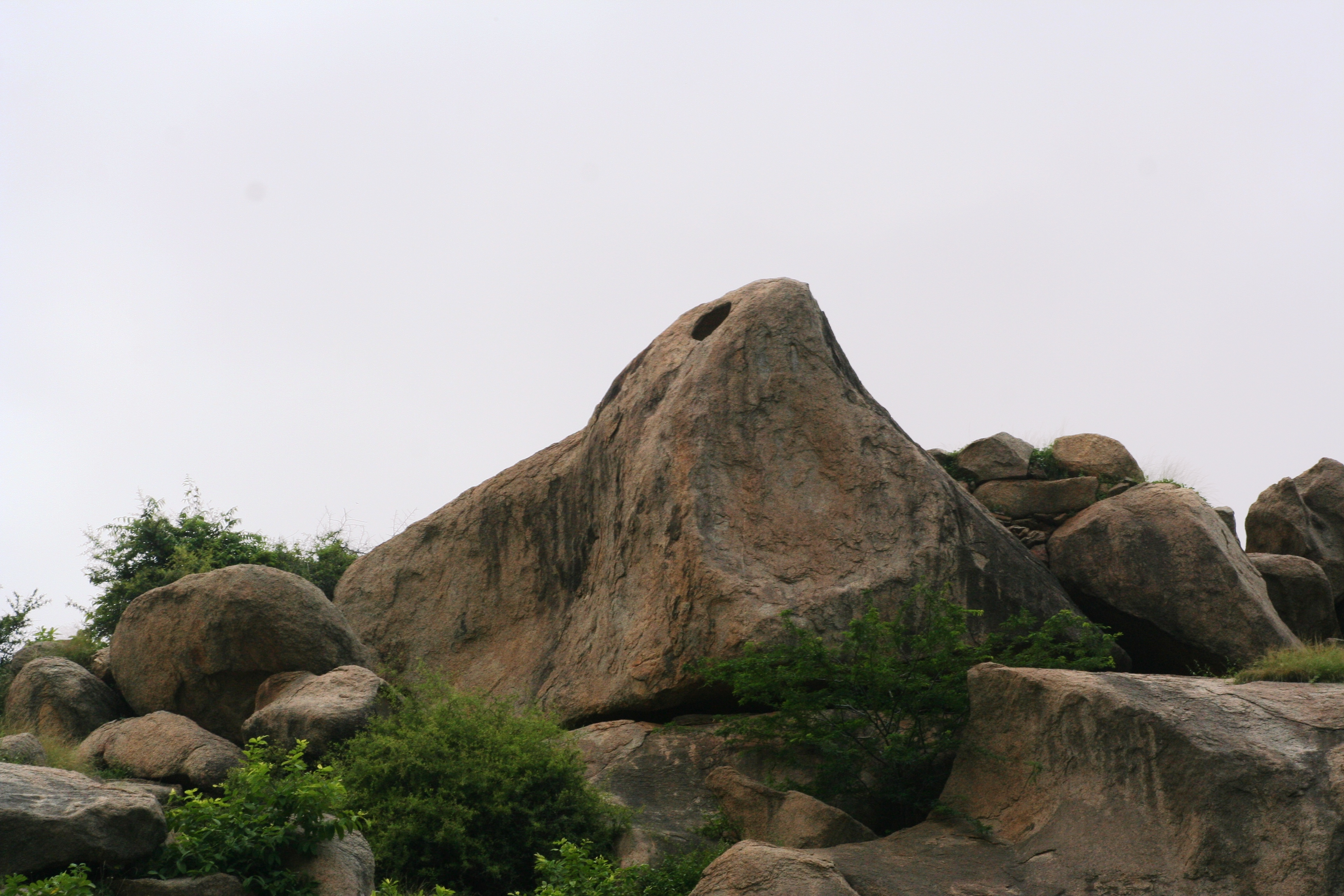
Rocher en forme de tête d'aigle.
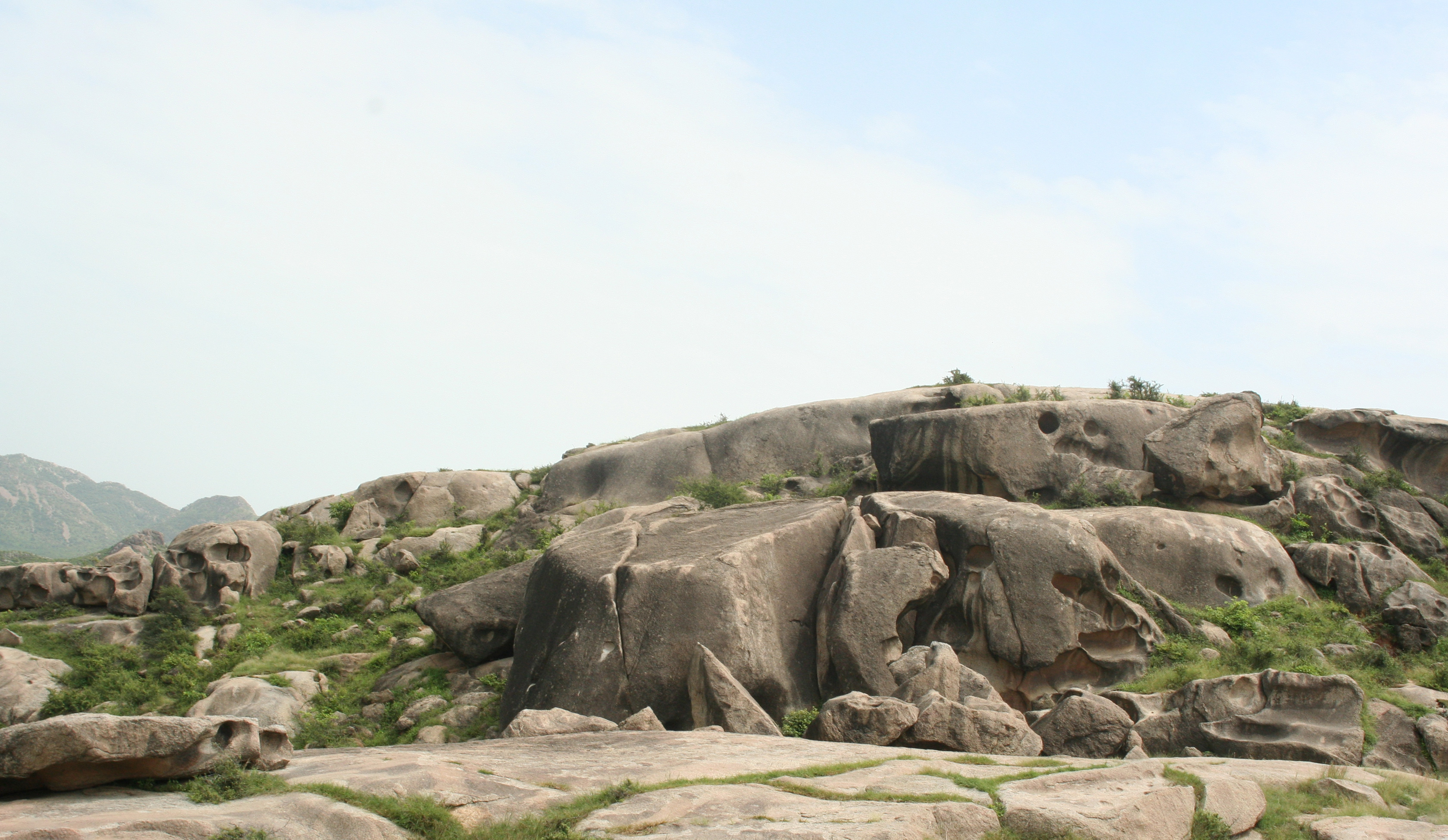
Paysage de pierres.